# Alluminotermia
Il processo dell'alluminotermia (detto anche processo Goldschmidt) sfrutta il calore prodotto durante la reazione di ossidazione dell'alluminio metallico in presenza di ossido ferrico (Fe2O3):
2 Al + Fe2O3 → Al2O3 + 2 Fe  +851,5 kJ (+204 kcal)
Oltre al calore prodotto dalla reazione il processo viene impiegato anche per l'estrazione di metalli, quali cromo (Cr°) e manganese (Mn°), dai relativi ossidi. Questi metalli non possono essere ottenuti per semplice riduzione con carbone.

## Saldatura alluminotermica o H atomica

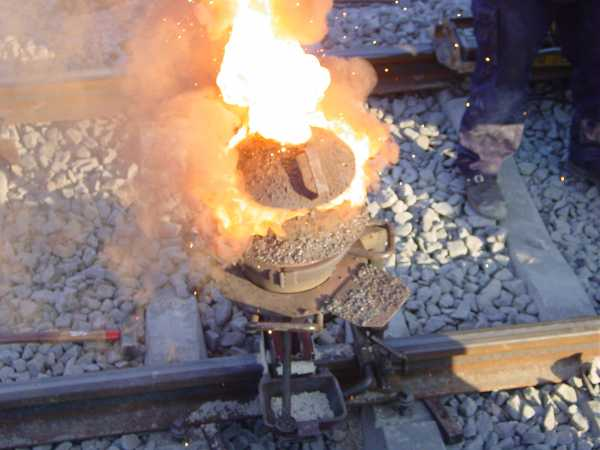
Saldatura alluminotermica di binari ferroviari

La saldatura “alluminotermica” viene utilizzata principalmente per la saldatura autogena dei binari ferroviari sfruttando la reazione esotermica della termite.
La reazione avviene miscelando tra loro una parte di alluminio metallico (Al°) con tre parti di ossido ferrico (Fe2O3). La miscela così ottenuta (termite) viene posta all'interno di un crogiolo ed innescata mediante rapido riscaldamento, uno dei metodi utilizzabili è la combustione di un nastro di magnesio (Mg°).
La reazione porta alla formazione di ossido di alluminio (Al2O3) e di ferro metallico (Fe°) fuso, data l'elevata temperatura (3000 °C).

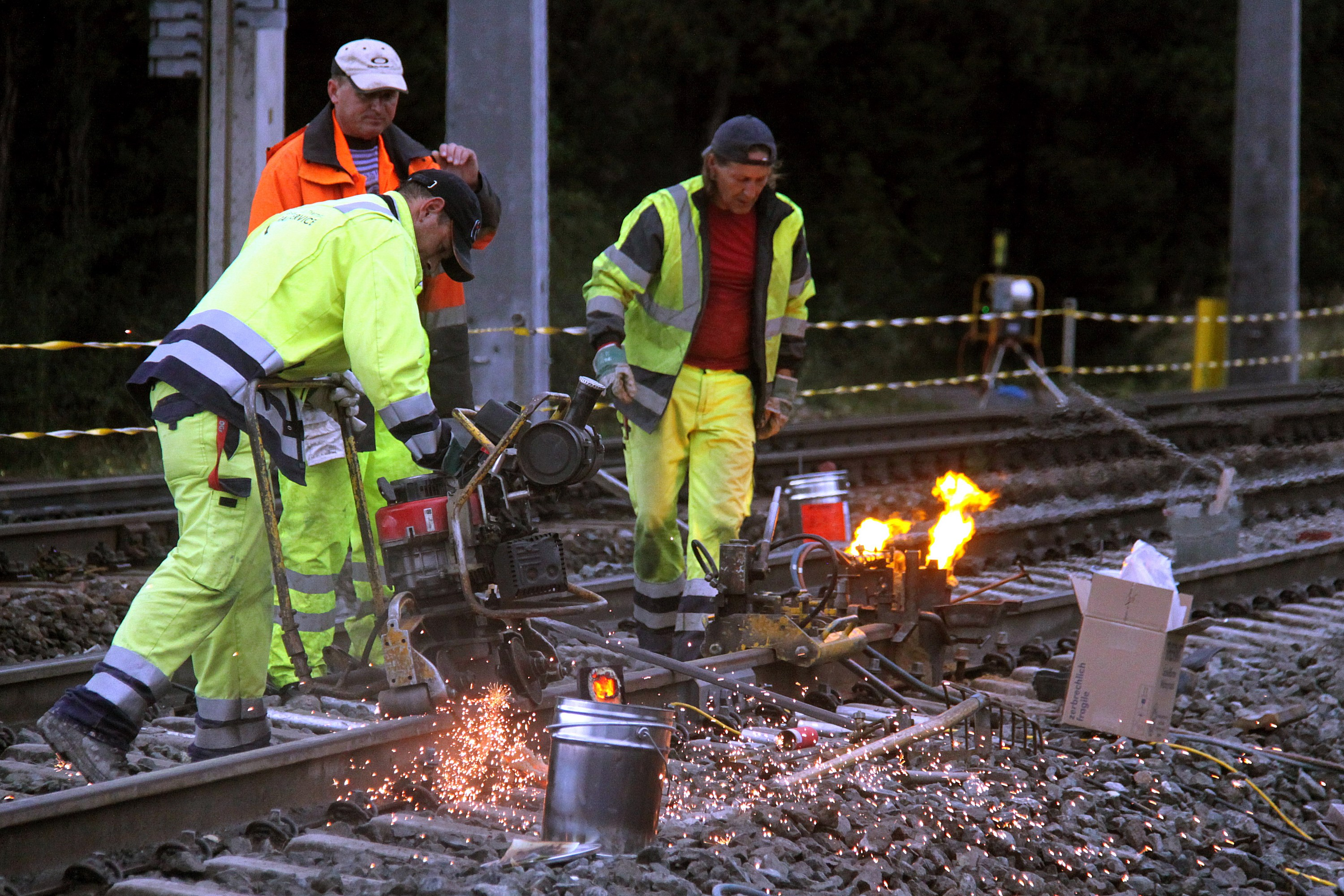
Operai all'opera su binari a Neunkirchen (Austria): da notare la rettificatrice con le scintille prodotte dalla smerigliatura del disco abrasivo che viene utilizzata subito dopo la saldatura per rendere il piano di rotolamento del binario piatto e eliminare le sbavature

La saldatura si effettua ponendo ai lati delle rotaie da saldare della terra refrattaria utilizzata per creare uno stampo che impedisca la fuoriuscita del metallo fuso.
Una volta preparato il crogiolo contenente i reagenti viene posto al di sopra dei binari e si procede all'accensione della termite.
L'enorme sviluppo di calore sarà tale da portare a fusione le parti da saldare unendo così le rotaie in un tutt'uno.